# Mount Fukushima
Mount Fukushima (französisch Mont Fukushima) ist ein 2470 m hoher Berg im ostantarktischen Königin-Maud-Land. Er ist die höchste Erhebung im Königin-Fabiola-Gebirge.
Teilnehmer einer von 1959 bis 1961 dauernden belgischen Antarktisexpedition entdeckten ihn im Jahr 1960. Expeditionsleiter Guido Derom (1923–2005) benannte den Berg nach dem japanischen Geophysiker Shin Fukushima, der während einer von 1960 bis 1961 dauernden japanischen Antarktisexpedition im Oktober 1960 in einem Blizzard nahe der Shōwa-Station ums Leben gekommen war.